# ویتو هلستن
ویتو هلستن (انگلیسی: Voitto Hellsten؛ ۱۵ فوریه ۱۹۳۲ – ۷ دسامبر ۱۹۹۸ (aged 66)) ورزشکار دو و میدانی اهل فنلاند بود.
وی در مسابقات کشوری و بین‌المللی در مجموع برندهٔ ۱ مدال نقره، ۲ مدال برنز شده‌است.